# 菊地功
菊地 功（きくち いさお、Tarcisio Isao Kikuchi, S.V.D., 1958年11月1日 - ）は、日本のカトリック教会の枢機卿、神言修道会士。カトリック新潟司教区第3代司教を経て、カトリック東京大司教区の第9代・現任の大司教である。洗礼名は「タルチシオ」。
日本カトリック司教協議会会長、国際カリタス総裁、アジア司教協議会連盟(FABC)事務局長、同人間開発局委員、公益財団法人WCRP日本委員会評議員、一般財団法人日本聖書協会副理事長等を務める。前カリタスアジア総裁、前国際カリタス評議員、前カリタスジャパン責任司教。

## 経歴

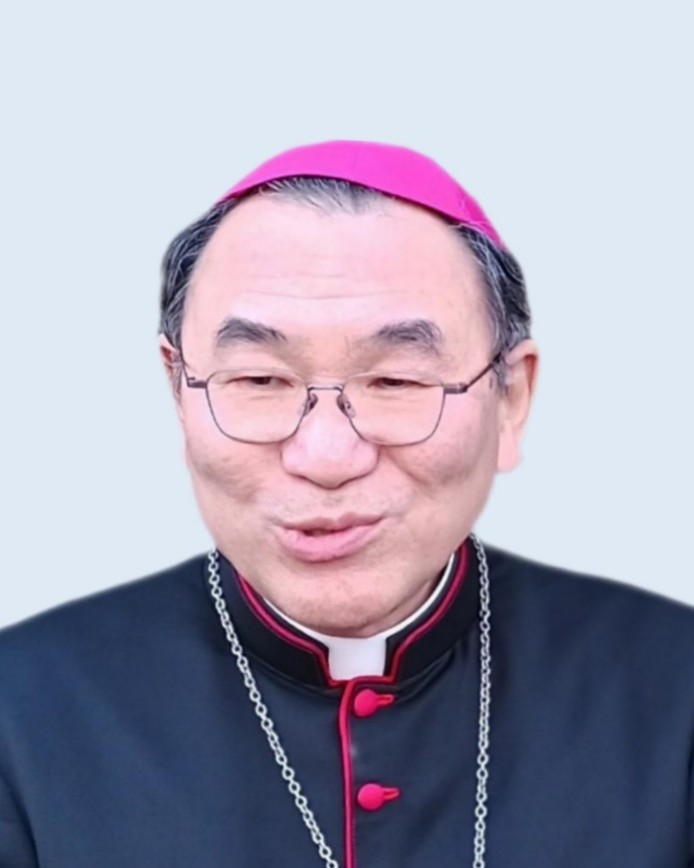
2024年

岩手県宮古市生まれ。南山中学校・高等学校男子部、南山大学文学部神学科卒業。1986年3月15日、南山教会(愛知県名古屋市)で司祭に叙階された。同年から1994年まで西アフリカのガーナに宣教師として派遣され、コフォリドゥア教区の小教区で主任司祭として司牧活動を行う。
帰国後は神学生養成担当（名古屋教区）、1999年からは神言修道会日本管区長を務める。2004年5月14日、フランシスコ佐藤敬一司教の引退に伴い、教皇ヨハネ・パウロ2世より新潟司教に任命され、同年9月20日に司教に叙階された。2009年から2013年まで、新潟教区長兼任の札幌教区管理者、2014年にはローマ教皇庁福音宣教省の委員を務める。
2017年10月25日、ペトロ岡田武夫大司教の引退に伴い、教皇フランシスコより9代目の東京大司教に任命され、同年12月16日に着座した。また同日から2020年9月22日のパウロ成井大介司教の着座まで、新潟教区の使徒座管理者も兼務した。2022年2月14日、日本カトリック司教協議会会長に就任。2023年5月13日、第22回国際カリタス総会において、ルイス・アントニオ・タグレ枢機卿の後任として国際カリタス総裁に選出された。
2024年10月6日、教皇フランシスコは正午のお告げの祈りの際、12月8日の枢機卿会議にて、枢機卿に親任することを発表した。
同年12月7日、枢機卿会議にて、教皇フランシスコより正式に枢機卿に就任。
2025年5月7日、フランシスコ教皇の死去に伴い後継の第267代ローマ教皇を決めるためのコンクラーベ（教皇選挙）に出席。コンクラーべは翌8日まで続けられ、新教皇にはレオ14世が選出された。（「2025年ローマ教皇選挙」参照）

## 思想

### LGBTへの姿勢

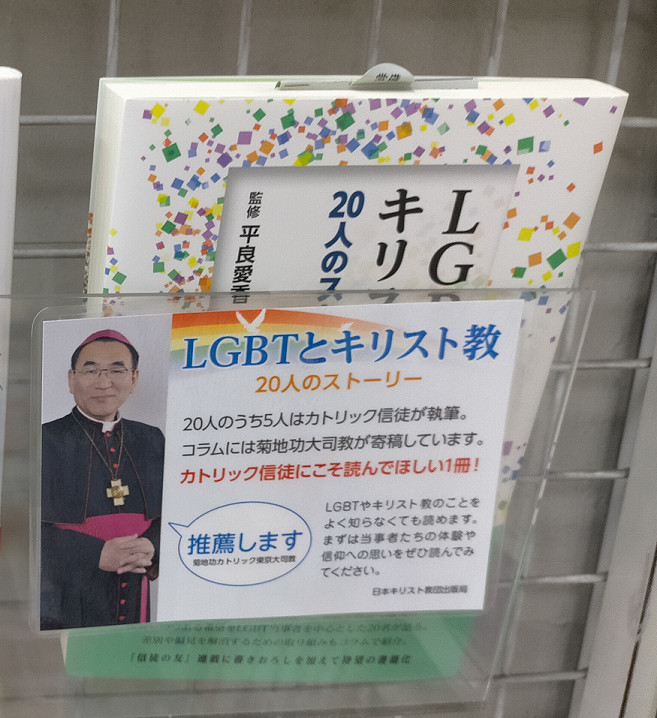
『LGBTとキリスト教』と菊池大司教の推薦

日本基督教団所属でカトリック HIV/AIDSデスク委員を務める男性同性愛者の平良愛香牧師が監修し、6人のカトリック信者を含む20人が寄稿する『LGBTとキリスト教 20人のストーリー』にコラムを寄稿し、本を推薦した。

## 著書
- 『二十一世紀を歩む教会共同体』（三本木国喜と共著、新世社、2001年）
- 『カリタスジャパンと世界 武力なき国際ネットワーク構築のために』（サンパウロ、2005年）
- 『開発・発展・MDGsと日本 2015年への約束』（サンパウロ、2012年）
- 『「真の喜び」に出会った人々』（オリエンス宗教研究所、2018年）